# Orygocera tryphoxantha
Orygocera tryphoxantha is een vlinder uit de familie van de Depressariidae. Deze soort is voor het eerst wetenschappelijk beschreven als Epiphractis tryphoxantha door Edward Meyrick in een publicatie uit 1930.
De soort komt voor in Réunion en Mauritius.